# Hailing (Leiblfing)
Hailing ist ein Ortsteil der Gemeinde Leiblfing im niederbayerischen Landkreis Straubing-Bogen. Bis 1978 bildete es eine selbstständige Gemeinde.

## Lage
Hailing liegt am Hailinger Bach etwa drei Kilometer südöstlich von Leiblfing. 

## Geschichte
Einige Stein- und Hornsteinwerkzeuge, die zwischen 1904 und 1935 gefunden wurden, sind die frühesten Siedlungsspuren in der Hailinger Gegend. Die bedeutendsten frühen Hinterlassenschaften sind die sogenannten Römerhügel im Tattenbacher Wald bei Haslau. 
Bereits die Kelten und Römer bebauten den fruchtbaren Boden um Hailing. Hailings Ursprung reicht bis ins 6. Jahrhundert n. Chr. zurück. Wahrscheinlich rührt der Ortsname Hailing vom bajuwarischen Uradelsgeschlecht der Hahilinga mit seinem Stammvater Hahilo (oder auch Hahalo) her, der zusammen mit anderen Geschlechtern damals Altbayern besiedelte und im Donaugebiet ansässig war. Vermutlich war Hahiling Stammsitz der Hahilinga, deren Burg möglicherweise auf dem sagenhaften Dickerlberg (auch Dickerlesberg) unterhalb Hailings bei Mundlfing thronte, da dies der höchste Punkt im Reißetal ist. Eine Reihe von Sagen weiß über ein im Dickerlberg versunkenes Schloss zu berichten. 
Seit 840 war Hailing Hofmark, die dem Hochstift Regensburg unterstand. Vermutlich ab 983 hatten die Grafen von Leonsberg die Hofmark Hailing zu Lehen. Der Leonsberger Wernhardt (auch Wanhart) verkaufte sie dann für 35 Pfund Regensburger Pfennige an Jutta von Wiesent, Äbtissin des Klosters St. Paul. Von dort aus wurde Hailing mit einem Amtsmann, dem Ammer besetzt, der es verwaltete. Der Ammer saß auf dem damals ansehnlichsten Hof mitten im Dorf, der seit 1889 im Besitz der Familie Röckl (jetzt Speiseder) ist. 
Eine gewisse Bekanntheit erlangte Hailing durch Brigitha von Stinglhaim, die in den letzten Jahren 1390/1391 zweimal hintereinander Siebenlinge geboren haben soll. Ein erhaltenes Epitaph in der Taufkapelle der Hailinger Kirche weist auf dieses Wunder hin. Ein Nachkomme der Stinglhaimerin, Hans Urban Stinglhaimer von Thürnthenning ließ das Denkmal im Jahre 1617 setzen. 
Im Verlauf des Landshuter Erbfolgekrieges brannte Hailing im Jahre 1504 nieder. Schon vor 1598 befand sich eine Kirche in Hailing, in der damals durch Veranlassung der Jesuiten ein Seitenaltar aufgestellt wurde. Während des Schwedenkrieges wurde von durchziehenden Landsknechten die Kirche mehrmals geplündert. Während des Spanischen Erbfolgekrieges plünderten österreichische Soldaten die Gegend.
Aus dem 1803 aufgelösten Landgericht Leonsberg kam Hailing zum Landgericht Straubing. Aus dem Steuerdistrikt Hailing von 1811 ging 1818/1821 die Gemeinde Hailing hervor. 1814 wurde das Patrimonialgericht Hailing des Schulinstitutes St. Paul in Regensburg eingerichtet, aber schon mit Edikt vom 5. Oktober 1818 vom Landgericht Straubing eingezogen. Der Ortsteil Rutzenbach kam 1821 von der Gemeinde Hankofen wegen der Pfarreiverhältnisse zu Hailing. Im Jahre 1832 waren alle 72 Hausnummern in der Gemeinde Bauernhöfe mit einer Gesamt-Ackerfläche von 1836 Tagwerk.
Von 30 Soldaten, die Hailing im Krieg von 1870/1871 stellte, kehrten vier nicht mehr zurück. Im Ersten Weltkrieg fielen 29 Hailinger oder wurden vermisst, im Zweiten waren es 32. 1952 hatte die Gemeinde folgende Ortsteile: Hailing, Aspergrund, Weihern, Winkl und Rutzenbach. Der Ortsteil Winkl wird 1970 nicht mehr erwähnt. Im Zuge der Gebietsreform in Bayern wurde mit Verordnung der Staatsregierung zum 1. Mai 1978 die Gemeinde Hailing der Gemeinde Leiblfing zugeteilt. Letzter Bürgermeister von Hailing war Anton Wiesbeck. Die alte Schule ist heute Bürgerhaus. 1987 hatte das Kirchdorf Hailing 328 Einwohner.

## Sehenswürdigkeiten
- Filialkirche St. Pauli Bekehrung. Das neubarocke Bauwerk entstand in den Jahren 1913/1914 durch Heinrich Hauberrisser anstelle einer abgebrochenen Vorgängerkirche. Der Hochaltar mit der Damaskus-Szene des heiligen Paulus stammt aus dem Jahr 1732. Weiter birgt die Kirche ein etwa 1750 entstandenes Rokokogemälde mit der Darstellung des Herzens Mariä sowie natürlich das Epitaph der Brigitha von Stinglhaim. In den Jahren 1978 bis 1988 wurde eine Innen- und Außenrenovierung durchgeführt. Die Orgel ist ein original erhaltenes Instrument von Ludwig Edenhofer aus dem Jahr 1915.[2]

## Vereine
- Freiwillige Feuerwehr Hailing
- KLJB Hailing
- Krieger- und Reservistenkameradschaft Hailing
- Obst- und Gartenbauverein Hailing
- Schützenverein “Gemütlichkeit” Hailing. Er besteht seit 1985 im Schützengau Straubing-Bogen.
- Spielvereinigung Hankofen-Hailing e. V. Sie wurde 1968 gegründet.